# Памятник-бюст Герою Советского Союза Ф. К. Попову (Якутск)
Памятник-бюст Герою Советского Союза Ф. К. Попову — памятник в городе Якутске, посвящённый Попову Фёдору Кузьмичу.

## Значение памятника
Попов Фёдор Кузьмич родился в Мегино-Кангаласском улусе. До войны был бригадиром колхоза «Октябрь». В Великую Отечественную войну был призван рядовым солдатом. Служил автоматчиком. Числился в 3-й роте 467 полка 81 стрелковой дивизии. Один из якутян форсировавших Днепр и оставшихся в живых. Федор самоотверженно вступил в реку, переплыл её и атаковал траншею противника. В рукопашной схватке он один перебил 23 немецких солдат и офицера. Захватив ручной пулемет он открыл огонь по немецким силам проводящим контратаку. 3 октября немецкие солдаты проводили несколько атак по советским силам захватившим плацдарм. Федор проявив военную смекалку смог пробраться во фланг противника и истребить до 50 солдат и офицеров. В 1943 году в бою около деревни Глушец (Белоруссия) Федор был убит в возрасте 22 года. В 1944 году ему посмертно было присвоено звание Героя Советского Союза. В честь него во время войны именовали танки — «Герой Федор Попов». Захоронен около деревни Глущец Гомельской области Белорусской ССР. Постановлением СМ ЯАССР от 12 апреля 1944 г. улица Пролетарского была переименована в улицу Попова, решением горисполкома от 23 декабря 1981 г. улица Лермонтова, на участке от переулка Энергетиков до улицы Дзержинского, переименована в улицу Попова..